# Vittangi SK
 Vittangi SK är en idrottsförening i Vittangi i Sverige. Klubben bildades 1959.
Damfotbollslaget spelade i Sveriges högsta division 1982.

### Fotnoter
1. ↑  Jimmy Lindahl (27 februari 2004). ”Maratontabell för högsta damserien 1978-2003”. Bolletinen. http://www.bolletinen.se/sfs/pdf/stat_d_maraton_1978_2003_maratontab_f_hogsta_damserien.pdf. Läst 14 oktober 2013.